# Ptačí hora
Ptačí hora este o arie protejată (arie specială de conservare — SAC, sit de importanță comunitară — SCI) din Republica Cehă întinsă pe o suprafață de 76,27 ha, integral pe uscat.

## Localizare
Centrul sitului Ptačí hora este situat la coordonatele 50°01′41″N 17°32′29″E / 50.028056°N 17.541389°E.

## Înființare
Situl Ptačí hora a fost declarat sit de importanță comunitară în noiembrie 2009 pentru a proteja un număr necunoscut de specii din flora spontană și fauna sălbatică aflate în arealul zonei. Situl a fost protejat și ca arie specială de conservare în decembrie 2015.

## Biodiversitate
Situată în ecoregiunea continentală, aria protejată conține 1 habitat natural: Păduri de fag Asperulo-Fagetum.
La baza desemnării sitului se află un număr nedeclarat de specii protejate.